# Saprosites dilutus
Saprosites dilutus är en skalbaggsart som beskrevs av Leon Fairmaire 1849. Saprosites dilutus ingår i släktet Saprosites och familjen Aphodiidae. Inga underarter finns listade i Catalogue of Life.